# 게임쇼 기막힌 대결
게임쇼 기막힌 대결은 대한민국의 KBS 2TV에서 방영된 예능 프로그램이다.

## 기획 의도
특별한 선물을 받기위해 출연자들이 불꽃 튀는 대결을 볼 수 있는 프로그램이다.

## 방송 일정
| 방송 채널 | 방송 기간                        | 방송 시간                              | 비고 |
| --------- | -------------------------------- | -------------------------------------- | ---- |
| KBS 2TV   | 2009년 4월 26일 ~ 2009년 6월 7일 | 매주 일요일 오전 10시 50분 ~ 11시 50분 |      |

## 진행자
- 황수경
- 한석준
- 강인

## 참고 사항
- 시청률 면치 못하고, 6회만 조기 종영하였다.